# Gerbilliscus nigricaudus
Gerbilliscus nigricaudus — вид гризунів, поширених в Ефіопії, Кенії, Сомалі та Танзанії. Його природні місця існування — сухі савани, субтропічні або тропічні сухі чагарники та орні землі.